# 피르민 추어브리겐
피르민 추어브리겐(독일어: Pirmin Zurbriggen, 1963년 2월 4일~)는 스위스의 알파인 스키 선수이다. 1980년대를 대표하는 알파인 스키 선수 중 한 명으로 역사상 가장 위대한 알파인 스키 선수 중 한 명이다. 그는 1988년 동계 올림픽에서 활강 금메달, 대회전 동메달을 획득했고, 세계 선수권 대회에서 금메달 4개, 은메달 4개, 동메달 1개 획득했다. 또한 알파인 스키 월드컵에서 종합 우승 4회, 종합 준우승 3회에 올랐으며, 월드컵 금메달 40개를 획득하면서 월드컵 개인 종목에서 모두 금메달을 획득했다.

## 같이 보기
- FIS 알파인 스키 월드컵